# Зіргантау
Зіргантау (Зірган-Тау) (башк. Зирган тау) — гора в Ішимбайському і Мелеузівському районах Башкортостану Російської Федерації.

## Географія
Розташована на південь від Уфи на 170 км. Гора вкрита лісом. Річна сума опадів становить від 700 до 1100 мм. Сніговий покрив становить 80-100 см і лежить в середньому від 160 до 200 днів. Виражена висотна поясність ландшафтів. Середня температура січня становить −14-17 °C, июля +9-16 °C.
У підніжжя гори розташоване селище Зірган, села Сабашево, Камбулатово, Яшельтау, дитячі табори відпочинку, туристична база «Агідель-Супутник». За 14 км від гори розташоване місто Салават. За 1 км від гори протікає річка Біла. На схід протікає Алмала, що впадає в річку Зірганка (тече на південь від гори до Білої).
На схилах гори численні вивітрювані форми

## Характеристики гірсько-лижного центру «Зірган-Тау»
З лютого 2002 року на горі відкрилася гірсько-лижна траса з підйомниками. Довжина першої черги траси — 1800 м, перепад висот — 200 м. В нічний час траса освітлюється.
- Верхня точка траси - 487,8 метрів над рівнем моря.
- Загальна протяжність трас — 4 кілометри.
- Складність і кількість трас: загальна кількість трас — 3 з них: Зелені — 2. Сині — 1.
- Траси протяжністю 700 м, 1200 м, 1850 м, Перепад висот 230 метрів.
- Траса №1 дуже легка, навчальна – розрахована на початківців лижників.
- Траса №2 і №3 вважаються складними трасами з крутими схилами - вони розраховані для лижників, які вже мають досвід катання.

Найбільш застосованою вважається друга траса - її крутий схил йде майже вздовж усієї траси.
- Тип і кількість підйомників: всього підйомників — 1, з них Бугельних (одномісних) — 1.
- Загальна пропускна потужність підйомників 880 осіб за годину.
- Прокат: гірськолижного спорядження. Додатковий сервіс: автостоянка, проживання.

## Цікаві факти
З гори в річку Білу течуть невеличкі струмки.